# Amt Bad Doberan-Land
Amt Bad Doberan-Land egy Lau 1-terület Németországban, Mecklenburg-Elő-Pomeránia tartományban. A székhelye Bad Doberanban van. Lakosainak száma 12 206 fő (2020. december 31.). Amt Bad Doberan-Land Bad Doberan, Kühlungsborn, Kröpelin, Satow, Amt Warnow-West és Rostock községekkel határos.

## Története
Az Amt-ot 1992. március 31-én alapították.

## A települései
- Admannshagen-Bargeshagen, ide tartozik: Admannshagen, Bargeshagen, Rabenhorst és Steinbeck
- Bartenshagen-Parkentin, ide tartozik: Bartenshagen, Hütten, Neuhof és Parkentin
- Börgerende-Rethwisch, ide tartozik: Bahrenhorst, Börgerende, Neu Rethwisch és Rethwisch
- Hohenfelde, ide tartozik: Ivendorf és Neu Hohenfelde
- Nienhagen
- Reddelich, ide tartozik: Brodhagen
- Retschow, ide tartozik: Fulgenkoppel, Glashagen, Quellental és Stülow
- Steffenshagen, ide tartozik: Nieder Steffenshagen és Ober Steffenshagen
- Wittenbeck, ide tartozik: Hinter Bollhagen és Klein Bollhagen

## Népesség
A település népességének változása:

| 2019 | 12 021 |
| 2020 | 12 206 |

## Fordítás
- Ez a szócikk részben vagy egészben  az    Amt Bad Doberan-Land című holland Wikipédia-szócikk fordításán alapul.  Az eredeti cikk szerkesztőit annak laptörténete sorolja fel. Ez a jelzés csupán a megfogalmazás eredetét és a szerzői jogokat jelzi, nem szolgál a cikkben szereplő információk forrásmegjelöléseként.